# Elección presidencial de El Salvador de 1911
La elección presidencial de El Salvador de 1911 fue llevada a cabo el 12 de enero de 1911. El vicepresidente Manuel Enrique Araujo ganó la elección con 182.964 votos.

## Elecciones
Manuel Enrique Araujo, ganaría la elección por medio de la designación de Fernando Figueroa para ser su sucesor, sin embargo Araujo, seria asesinado dos años más tarde y a la vez siendo el último presidente Liberal en tomar el cargo dando inicio a la Dinastia Melendez-Quiñonez.